# Argentinasvenskar
Argentinasvenskar (spanska: suecos argentinos) eller Röda jordens svenskar är argentinska medborgare med svenskt ursprung, ofta härstammande från den grupp svenska immigranter som kom till Sydamerika från mitten av 1800-talet till 1940-talet. Framför allt bosatte sig svenskemigranterna i Argentina i Oberá (Villa Svea).

## Historik
Den förste dokumenterade svensken att besöka Argentina var en omvänd kristen, jesuit, år 1763.
Flera tusen svenskar emigrerade till Sydamerika. Syftet var att försöka skapa sig ett bättre liv. Brasilien, som erbjöd gratis resa samt förmånliga priser på jordlotter, var det vanligaste resmålet. Det var främst de som inte hade råd att emigrera till Nordamerika som lockades av dessa erbjudanden. Nästan 10 000 personer emigrerade till den brasilianska provinsen Rio Grande do Sul mellan 1868 och 1871. Framför allt var svenskemigranterna från Stockholm och Sundsvall.

### Villa Svea, Oberá

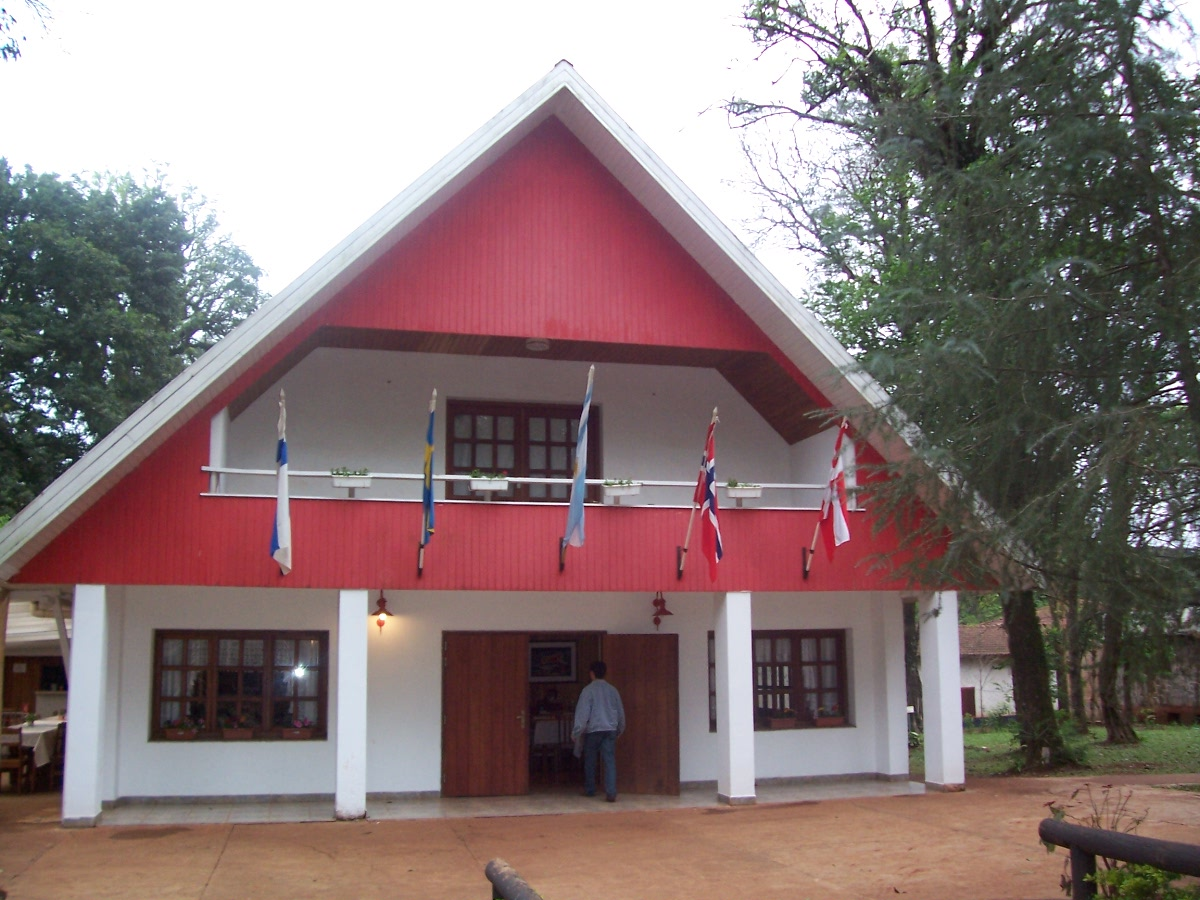
Nordiska huset i Oberá.

Många av svenskarna tog sig vidare till Argentina på jakt efter bättre levnadsvillkor. De flesta hamnade i provinsen Misiones, mellan floderna Uruguay och Paraná, och det område som döptes till Villa Svea och numera kallas Oberá. Redan 1902 kom de första svenskarna till Bonpland vid San Javierfloden några mil in på den argentinska sidan. Efter hand tog man sig ytterligare 40 km in i regnskogen tills man hittade bättre jordmån. Denna jord passade bra för yerbaträden, som blev en viktig gröda tillsammans med majs, bönor, maniok och tobak.
Ända till 1940-talet strömmade fler svenska familjer till området. Det nya samhälle som växte fram fick namnet Villa Svea men bytte 1928 namn till Oberá. Dessa trakter var 1935 den största svenskkolonin i Sydamerika. 927 svenskar beräknades bo i området på 1940-talet.
Ett par år efter bildandet av den Skandinaviska Föreningen Svea 1915 grundades den första svenska församlingen, Olaus Petri. En svensk skola, där undervisningen bedrevs på svenska, inrättades 1922 och var i bruk till 1952.
I början av 1990-talet kunde Svenska Kyrkan inte längre finansiera en utsänd präst och numera hålls gudstjänster på varierade språk. När Svenska Kyrkan inte längre kunde stödja församlingen med en utsänd präst anslöt sig den svenska församlingen till Iglesia Evangélica Luterana Unida (IELU). Sedan 2005 är dock församlingen återigen del av Svenska Kyrkan men utan ekonomiskt stöd.

## Kända argentinasvenskar
- Jennifer Dahlgren (f. 1984), släggkastare
- Dagmar Hagelin (1959–ca 1977), kidnappningsoffer för den argentinska militärjuntan under det smutsiga kriget
- Leopoldo Torre Nilsson (1924–1978), filmregissör